# Anthony Sharp
Pour les articles homonymes, voir Sharp.
(Dennis) Anthony (John) Sharp, né le 16 juin 1915 à Highgate (Grand Londres) et mort le 23 juillet 1984 à Londres, est un acteur, dramaturge et metteur en scène anglais.

## Biographie
Après son apprentissage à la London Academy of Music and Dramatic Art, Anthony Sharp débute en 1938 au théâtre, où il joue jusqu'à sa mort de causes naturelles en 1984, à 69 ans, durant les représentations à Londres de la pièce de Jean Anouilh Le Nombril. Parmi ses autres pièces notables comme acteur, mentionnons Beaucoup de bruit pour rien de William Shakespeare (1958) et Les Rivaux de Richard Brinsley Sheridan (1972, avec Maxine Audley et David Jason).
Durant sa carrière sur les planches, il est également l'auteur de deux pièces et l'adaptateur d'un roman (voir détails ci-après), ainsi que metteur en scène.
Au cinéma, il contribue à trente-deux films (majoritairement britanniques), depuis Attentat à Téhéran (en) de William Freshman et Giacomo Gentilomo (coproduction italo-britannique, 1946, avec Derek Farr (en) et Marta Labarr) jusqu'à Jamais plus jamais d'Irvin Kershner (1983, avec Sean Connery pour la dernière fois dans le rôle de James Bond).
Entretemps, citons La Rose et l'Épée de Ken Annakin (1953, avec Richard Todd et Glynis Johns), Martin soldat de Michel Deville (film français, 1966, avec Robert Hirsch et Véronique Vendell), ou encore deux réalisations de Stanley Kubrick, Orange mécanique (1971, avec Malcolm McDowell et Patrick Magee) et Barry Lyndon (1975, avec Ryan O'Neal et Marisa Berenson).
À la télévision britannique, il apparaît dans vingt-et-un téléfilms, souvent d'origine théâtrale, dès 1946 et jusqu'en 1982. S'ajoutent cent-quatre séries entre 1955 et 1985 (diffusion posthume), dont Robin des Bois (un épisode, 1956), Maîtres et Valets (un épisode, 1973) et Chapeau melon et bottes de cuir (un épisode, 1976).
Enfin, il est parfois également acteur à la radio britannique.

## Filmographie partielle

### Cinéma
- 1946 : Attentat à Téhéran (en) (Tehran) de William Freshman et Giacomo Gentilomo : le rédacteur en chef du journal
- 1953 : La Rose et l'Épée (The Sword and the Rose) de Ken Annakin : l'ambassadeur de France
- 1954 : Le Prisonnier du harem (You Know What Sailors Are) de Ken Annakin : M. Humphrey, attaché naval
- 1966 : Martin soldat de Michel Deville : le major
- 1968 : Chauds, les millions (Hot Millions) d'Eric Till : M. Hollis
- 1970 : Terre brûlée (No Blade of Grass) de Cornel Wilde : Sir Charles Brenner
- 1971 : Orange mécanique (A Clockwork Orange) de Stanley Kubrick : M. Frederick, ministre de l'Intérieur
- 1971 : Meurs en hurlant, Marianne (Die Screaming, Marianne) de Pete Walker : le greffier
- 1975 : Barry Lyndon de Stanley Kubrick : Lord Hallam
- 1975 : Objectif Lotus (One of Our Dinosaurs is Missing) de Robert Stevenson : le ministre de l'Intérieur
- 1976 : Mortelles confessions (House of Mortal Sin) de Pete Walker : le père Xavier Meldrum
- 1977 : Le Prince et le Pauvre (The Prince and the Pauper) de Richard Fleischer : Dr Buttes
- 1983 : Jamais plus jamais (Never Say Never Again) d'Irvin Kershner : Lord Ambrose, ministre des Affaires étrangères

### Télévision

#### Séries
- 1956 : Robin des Bois (The Adventures of Robin Hood), saison 1, épisode 15 L'Alchimiste (The Alchemist) de Ralph Smart : le comte
- 1973 : Les Mystères d'Orson Welles (Orson Welles' Great Mysteries), saison unique, épisode 5 The Dinner Party : J. J. McGill
- 1973 : Maîtres et Valets (première série, Upstairs, Downstairs), saison 3, épisode 7 Word of Honour : Johnson Munby
- 1976 : Chapeau melon et bottes de cuir (seconde série, The New Avengers), saison 1, épisode 7 Pour attraper un rat (To Catch a Rat) de James Hill : M. Grant
- 1984 : Pavillons lointains : Monsieur Hugh Chiverton

#### Téléfilms
- 1946 : They Flew Through Sand de Michael Barry : Lieutenant Jerry Featherstone
- 1955 : The Vale of Shadows de Rudolph Cartier : Vincent
- 1979 : Schalken the Painter de Leslie Megahey : un gentilhomme
- 1982 : A Voyage Round My Father d'Alvin Rakoff : le réalisateur

## Théâtre (sélection)
(à Londres, comme acteur, sauf mention contraire)
- 1951 : Who Goes There! de John Dighton
- 1952 : Nightmare Abbey, d'après le roman éponyme de Thomas Love Peacock (adaptation)
- 1955 : The Conscience of the King (auteur + acteur)
- 1958 : Beaucoup de bruit pour rien (Much Ado About Nothing) de William Shakespeare
- 1959 : Wolf's Clothing de Kenneth Horne (metteur en scène)
- 1959 : Tale of a Summer's Day (auteur)
- 1964 : Hostile Witness de Jack Roffey (metteur en scène)
- 1968 : Justice de John Galsworthy (metteur en scène)
- 1972 : Les Rivaux (The Rivals) de Richard Brinsley Sheridan
- 1978 : The Dark Lady of Sonnets et The Man of Destiny de George Bernard Shaw
- 1978 : Le Songe d'une nuit d'été (A Midsummer's Night Dream) de William Shakespeare
- 1982 : She Stoops to Conquer d'Oliver Goldsmith
- 1984 : Le Nombril (Number One) de Jean Anouilh